# Sekargadung (Dukun)
Sekargadung is een bestuurslaag in het regentschap Gresik van de provincie Oost-Java, Indonesië. Sekargadung telt 1969 inwoners (volkstelling 2010).